# جون دترفورد جيرنيكان
جون دترفورد جيرنيكان (1911 - 1980) دبلوماسي أمريكي، كان سفيراً للعراق من عام 1958 إلى عام 1962 وسفيراً للجزائر من عام 1965 إلى عام 1967.

## نشأته
ولد جون جيرنيكان في 12 يونيو 1911 في مدينة لونغ بيتش بولاية كاليفورنيا، تزوج ماري مارغرت في 5 يونيو 1948.

## سفيرًا في العراق
عُين في 11 سبتمبر 1958 سفيراً للولايات المتحدة في بغداد، وقد سلم أوراق اعتماده في 12 يناير 1959، وفي 2 يونيو 1962 طلبت الحكومة العراقية منهُ الرحيل. نظراً لموقف الولايات المتحدة من أزمة الكويت في تلك الفترة. فترك المنصب في 11 يونيو 1962.

## سفيرًا في الجزائر
عُين في 22 يوليو 1965 سفيراً للولايات المتحدة في الجزائر . وقد سلم أوراق اعتماده في 13 أكتوبر 1965. وبعد أن قطعت الجزائر علاقاتها مع الولايات المتحدة بسبب حرب 1967. اضطر لترك منصبه في 10 يونيو 1967.

## وفاته
توفي في 6 نوفمبر 1980، في بُليدة وادي الكرمل (بالإنجليزية: Carmel Valley) في مقاطعة مونتيري بولاية كاليفورنيا.